# Marit Larsen
Marit Elisabeth Larsen (Lørenskog, 1 juli 1983) is een Noorse popzangeres, die het bekendst is van de tijd dat zij samen met haar jeugdvriendin Marion Raven in de band M2M zat. In de herfst van 2005 begon ze met haar solocarrière. Begin 2006 bracht ze haar solodebuut Under the Surface uit.

## Carrière
In haar jeugd speelde Larsen in de Noorse band M2M, samen met haar jeugdvriendin en plaatsgenoot Marion Raven. Na een succesvolle wereldtournee, twee albums en singles als Don't Say You Love Me, Mirror Mirror en Everything, ging M2M in september 2002 uit elkaar. M2M was van het label Atlantic Records.
Nadat M2M uiteen was gevallen, begon Marion Raven een solocarrière. Larsen nam een paar jaar rust, om vervolgens in 2005 eveneens te beginnen aan een solocarrière. In de herfst van 2005 begon ze aan haar debuutalbum Under the Surface bij het label EMI. De eerste single Don't Save Me kwam in februari 2006 de Noorse hitlijsten binnen en wist al gauw de top 10 te bereiken. In de tweede week stond de hit al op nummer 1.

## Discografie

### Albums
| Jaar | Titel                      | Hitpositie Noorse Album Top 40 | Bijzonderheden   |
| ---- | -------------------------- | ------------------------------ | ---------------- |
| 2006 | Under the Surface          | 3                              | Tweemaal platina |
| 2008 | The Chase                  | 1                              | Platina          |
| 2009 | If a Song Could Get Me You | –                              |                  |
| 2011 | Spark                      | 2                              |                  |
| 2014 | When the Morning Comes     | 1                              |                  |
| 2016 | Joni Was Right I & II      | 36                             |                  |

### Singles/ep's
| Verschijningsdatum | Titel                         | Hitpositie      | Hitpositie       | Album                  |
| Verschijningsdatum | Titel                         | VG-lista Top 40 | Radio 102 Top 40 | Album                  |
| ------------------ | ----------------------------- | --------------- | ---------------- | ---------------------- |
| Februari 2006      | Don't Save Me                 | 1               | 1                | Under the Surface      |
| Mei 2006           | Under the Surface             | 6               | 1                | Under the Surface      |
| September 2006     | Only a Fool                   | 14              | 3                | Under the Surface      |
| Maart 2007         | Solid Ground                  |                 | 1                | Under the Surface      |
| Augustus 2008      | If a Song Could Get Me You    | 1               | 1                | The Chase              |
| Oktober 2008       | I've Heard Your Love Songs    |                 |                  | The Chase              |
| Maart 2009         | Addicted                      |                 |                  | The Chase              |
| Juni 2009          | Fuel                          |                 |                  | The Chase              |
| Januari 2011       | Vår beste dag                 | 1               |                  |                        |
| Oktober 2011       | Coming Home                   |                 |                  | Spark                  |
| Januari 2012       | Don't Move                    |                 |                  | Spark                  |
| Augustus 2014      | I Don't Want to Talk about It |                 |                  | When the Morning Comes |
| Januari 2015       | Faith & Science               |                 |                  | When the Morning Comes |
| Maart 2015         | Please Don't Fall For Me      |                 |                  | When the Morning Comes |

## Prijzen
De persoonlijke prijzen zijn exclusief die welke met de band M2M zijn behaald.
- Beste Noorse artiest - MTV Europe Music Awards (2006)
- Beste video - Spellemannprisen (2006)
- Nominatie voor "Beste vrouw" - Spellemannprisen (2006)
- Nominatie voor "Beste zangnummer" - Spellemannprisen (2006)